# Dick Cheney
Richard Bruce »Dick« Cheney, ameriški politik in gospodarstvenik, * 30. januar 1941, Lincoln, Nebraska, ZDA. 
Svojo politično kariero je začel kot pripravnik pri kongresniku Williamu A. Stiegerju. Opravljal je funkcijo šefa osebja Bele hiše, bil je predstavnik v predstavniškem domu ameriškega kongresa in minister za obrambo v času predsedovanja Georgea Busha starejšega. 
V času mandata predsednika Georgea W. Busha je bil 46. podpredsednik ZDA. Danes velja za enega najbolj vplivnih podpredsednikov v zgodovini ZDA, je pa tudi med najmanj priljubljenimi politiki[1].

## Življenje
Dick Cheney se je rodil v Lincolnu v Nebraski, odraščal pa je v Wyomingu. Po končani srednji šoli se je vpisal na univerzo Yale, a tam ni dokončal študija. Leta 1965 je diplomiral iz politologije na Univerzi v Wyomingu, leta 1966 pa je na isti univerzi magistriral. Po magisteriju se je vpisal na Univerzi v Wisconsinu vpisal na doktorski študij, ki pa ga ni dokončal.
Ko je bil star 14 let, je spoznal Lynne Vincent. Z njo se je poročil leta 1964, imata dve hčeri. Lynne Vincent je doktorirala iz britanske književnosti na Univerzi v Wisconsinu[1]. V času vojne v Vietnamu bi se Dick Cheney moral pridružiti vojski, saj je bil med kandidati za nabor. Vojaškemu naboru se je petkrat izognil in tako nikoli ni služil v ameriški vojski[2].
Leta 1968 se je iz Wyominga preselil v Washington in si začel ustvarjati kariero v politiki.

## Politična kariera
V času mandata Richarda Nixona je Cheney opravljal pripravništvo pri kongresniku Williamu Steigerju. Leta 1969 se je pridružil ekipi republikanskega kongresnika Donalda Rumsfelda in postal njegov posebni pomočnik. Ko je Rumsfeld postal ambasador zveze NATO, so ga premestili v Bruselj. Cheney se je za nekaj časa umaknil iz politike in se zaposlil v zasebnem sektorju.
Leta 1974 se je vrnil v politiko kot namestnik pomočnika predsednika Geralda Forda, leto kasneje pa je bil imenovan za vodjo osebja predsednikovega kabineta. To funkcijo je opravljal dve leti, do leta 1977. Leta 1978 se je začel prvi od njegovi šestih mandatov v predstavniškem domu ameriškega kongresa. Izvoljen je bil kot predstavnik zvezne države Wyoming. Postal je tudi vodja republikanske poslanske skupine (Republican whip).
Ko je bil za ameriškega predsednika izvoljen George Bush starejši, je Cheney v njegovi vladi postal obrambni minister. To funkcijo je opravljal od marca 1989 do januarja 1993. Pod njegovim vodstvom je ameriška vojska izvedla dve veliki vojaški posredovanji: napad na Panamo (operacija Just Cause) leta 1989 in operacijo Puščavski vihar (Operation Desert Storm) na Bližnjem vzhodu leta 1991. Čeprav si je kongres prizadeval povečati vojaško moč ZDA, je Cheney temu nasprotoval in v letih opravljanja svoje funkcije zmanjšal vojsko in dosegel znižanje proračunskih sredstev, namenjenih vojski.

### Obdobje v zasebnem sektorju
Leta 1992 se je za nekaj časa umaknil iz politike in se posvetil karieri v zasebnem sektorju. Leta 1995 je postal direktor naftne korporacije Halliburton. S Halliburtonom naj bi po nekaterih podatkih zaslužil 44 milijonov dolarjev. Čeprav so takrat veljale gospodarske sankcije proti nekaterim državam na Bližnjem vzhodu, je Halliburton posloval s temi državami, a podjetje se je izognilo vsem sankcijam.[1]

## Podpredsedniška funkcija
Leta 2000 je George W. Bush, takratni republikanski predsedniški kandidat, Cheneya prosil, naj skupaj z njim kandidira na predsedniških volitvah kot kandidat za podpredsednika. Cheney predloga najprej ni sprejel in se je ponudil, da bi iskal primernega kandidata za podpredsednika, ki bi kasneje skupaj z Bushem kandidiral na volitvah, toda kasneje se je odločil, da bo za podpredsednika kandidiral sam. Skupaj z Bushem sta prvič zmagala na predsedniških volitvah leta 2000.

### Prvi mandat
Po 11. septembru 2001 je Cheney želel ukrepati in se maščevati za napad. Pomagal je predsedniku Bushu oblikovati strategijo za »vojno proti terorizmu« in takrat izjavil, da ima iraški režim orožje za množično uničevanje. Prav tako je večkrat namigoval na to, da naj bi bil takratni iraški predsednik Sadam Husein povezan s teroristično organizacijo Al Kaida. Za te izjave nikoli niso našli dokazov, nikoli niso odkrili nobene povezave med iraško vlado in Al Kaido. Kot odgovor na teroristični napad 11. septembra in ker naj bi Sadam Husein predstavljal grožnjo, so ameriške sile skupaj z zavezniki v zvezi NATO marca 2003 napadle Irak in začela se je vojna v Iraku.
Leta 2004 se je iztekel Bushev in Cheneyjev prvi mandat. Skupaj sta ponovno kandidirala in bila ponovno izvoljena.

### Drugi mandat
V času svojega drugega podpredsedniškega mandata je imel Dick Cheney pomembno vlogo pri škandalu Enron, ko je bila Busheva vlada obtožena sodelovanja v nepoštenih poslih. Cheney je to zanikal in ko je ameriško Vrhovno sodišče zahtevalo, naj vlada predloži dokumente o poslovanju z National Energy Policy Development Group (državna družba razvoj energetske politike), tega niso storili.
Februarja 2007 je Cheney obiskal Afganistan. Med njegovim obiskom vojaške baze v Bagramu je samomorilski napadalec ubil 23 ljudi. Odgovornost za napad so prevzeli talibani in zatrdili, da naj bi bil Cheney glavna tarča napada.
Danes Dick Cheney velja za enega najbolj vplivnih ameriških politikov.[1] Prizadeval si je za povečanje pristojnosti predsednika države in precej povečal vlogo podpredsednika pri vodenju države. Bil je pomemben svetovalec predsednika države in velikokrat naj bi pri nekaterih odločitvah imel zadnjo besedo. Imel je velik vpliv na predsednika in po njegovih besedah naj bi imel z njim »poseben dogovor«.[2] Prav tako je priznal, da je bil eden glavnih podpornikov t.i. waterboardinga, oblike mučenja, ki so jo za zasliševanje zapornikov uporabljali v času Busheve administracije. 